# Droits LGBT au Nicaragua
Les personnes lesbiennes, gays, bisexuelles et transgenres (LGBT) au Nicaragua font face à des défis sociaux que ne connaissent pas les citoyens non-LGBT.

## Légalité des relations homosexuelles
Jusqu'en 2008, le Nicaragua criminalise les relations sexuelles homosexuelles en vertu de l'article 204 du Code pénal nicaraguayen. Le Nicaragua légalise les relations sexuelles homosexuelles en mars 2008, avec l'adoption d'un nouveau Code Pénal,,,,. L'age de consentement est fixé à 16 ans pour tous les individus.

## Mariage et adoption
En juin 2014, le Congrès nicaraguayen approuve un nouveau code de la famille révisé limitant le mariage, la reconnaissance de facto des unions et l'adoption aux couples hétérosexuels,. Le nouveau code entre en vigueur le 8 avril 2015. L'article 53 du Code de la famille décrit le mariage comme « une union volontaire entre un homme et une femme ».

## Accès à la fécondation in vitro
Le Code de la famille entré en vigueur en 2015 n'autorise pas l'accès à la fécondation in vitro pour les couples homosexuels,. 

## Service dans l'armée
Les LGBT ne sont pas autorisés à servir dans l'armée et sont renvoyés si leur orientation sexuelle est découverte.